# Boogseconde
Een boogseconde is een eenheid om de grootte van een hoek mee aan te geven. Een boogseconde is 1/60e boogminuut die op zijn beurt 1/60e van een booggraad is waarvan er 180 in een gestrekte hoek zitten.
Bij geografische coördinaten komt een boogseconde bij een breedtegraad overeen met een afstand van ongeveer 31 meter. Dit hangt bij een lengtegraad van de breedtegraad af, in Nederland is het ongeveer 19 meter.
De boogseconde wordt in de astronomie gebruikt om de afmeting of de plaats, in dit geval de declinatie, van hemelobjecten aan te duiden door middel van een astronomisch coördinatenstelsel. Een boogseconde bedraagt een zestigste van een boogminuut en een 3600e van een booggraad.
Het zichtbare deel van het hemelgewelf bedraagt ruwweg 180 graden, de diameter van de schijf van de zon en de volle maan is ongeveer 30 boogminuten, ofwel 1800 boogseconden, een halve graad. Iedere ster, met uitzondering van de zon, heeft een schijnbare diameter kleiner dan 0,1 boogseconde. Daarom maakt men ook gebruik van milliboogseconden, aangeduid als mas, microboogseconden met het symbool μas, nanoboogseconden (nas) en picoboogseconden (pas).